# ピティウザス群島
ピティウザス群島（カタルーニャ語: Illes Pitiüses, 英語: Pityusic Islandsカタルーニャ語: Pitiüses, [pitiˈuzəs], スペイン語: Pitiusas）は、地中海西部のバレアレス海にあるバレアレス諸島南西部にあるいくつかの島の総称。イビサ島、フォルメンテーラ島、エスパルマドール島とその他の小島を内包する。2012年から2013年時点の人口は約14.5万人。

## 地理
バレアレス諸島の主島であるマリョルカ島から約100km南西、イベリア半島のナウ岬から約80km北東に位置する。2010年時点のピティウザス群島の人口は142.599人、最大都市であるエイビッサの人口は37,408人であり、人口密度は217.44人/km2。ギリシャ語で「マツ」（松）を意味するπιτύαに由来し、「マツ群島」という愛称を持つ。

### 島嶼
- イビサ島（572 km2） : 2012年の人口は133,702人。
- フォルメンテーラ島（83 km2） : 2013年の人口は11,374人。
- エスパルマドール島（英語版）（1.38 km2） : フォルメンテーラ島北岸にある無人島。
- エスパルデル・イ・エスタルデリョー : フォルメンテーラ島北岸にある無人島。
- クニリェラ島 : イビサ島西岸にある無人島。
- エスパルタル島 : イビサ島西岸にある無人島。
- エス・ベルダー島 : イビサ島西岸にある無人島。
- タゴマゴ島 : イビサ島東岸にある無人島。

## 歴史
古代にはPityusa群島として知られ、クラウディオス・プトレマイオスの『ゲオグラフィア』（地理学）にはそれぞれ島名と同名の町を持つOphiusis島とEbyssus島として登場する。ピティウザス群島はシチリア海賊が基地として使用していたが、ローマのアンニウス将軍が大艦隊を率いてシチリア海賊を撃退した。

## 行政
バレアレス諸島は一般的に、イビサ島とフォルメンテーラ島を中心とするピティウザス群島と、マリョルカ島とミノルカ島を中心とするジムネジアス群島からなるとされる。ただし、地理学的にピティウザス群島はバレアレス諸島とは分けて考えるのが望ましいとされることもある。政治的にはバレアレス諸島全体でバレアレス諸島自治州を構成している。
かつてはイビサ島とフォルメンテーラ島がひとつの島評議会を形成していたが、2007年にはイビサ島評議会とフォルメンテーラ島評議会が分離された。これらの島評議会はマリョルカ島評議会やメノルカ島評議会と並んで、バレアレス諸島自治州に4つある行政的下位区分として機能している。

## ギャラリー

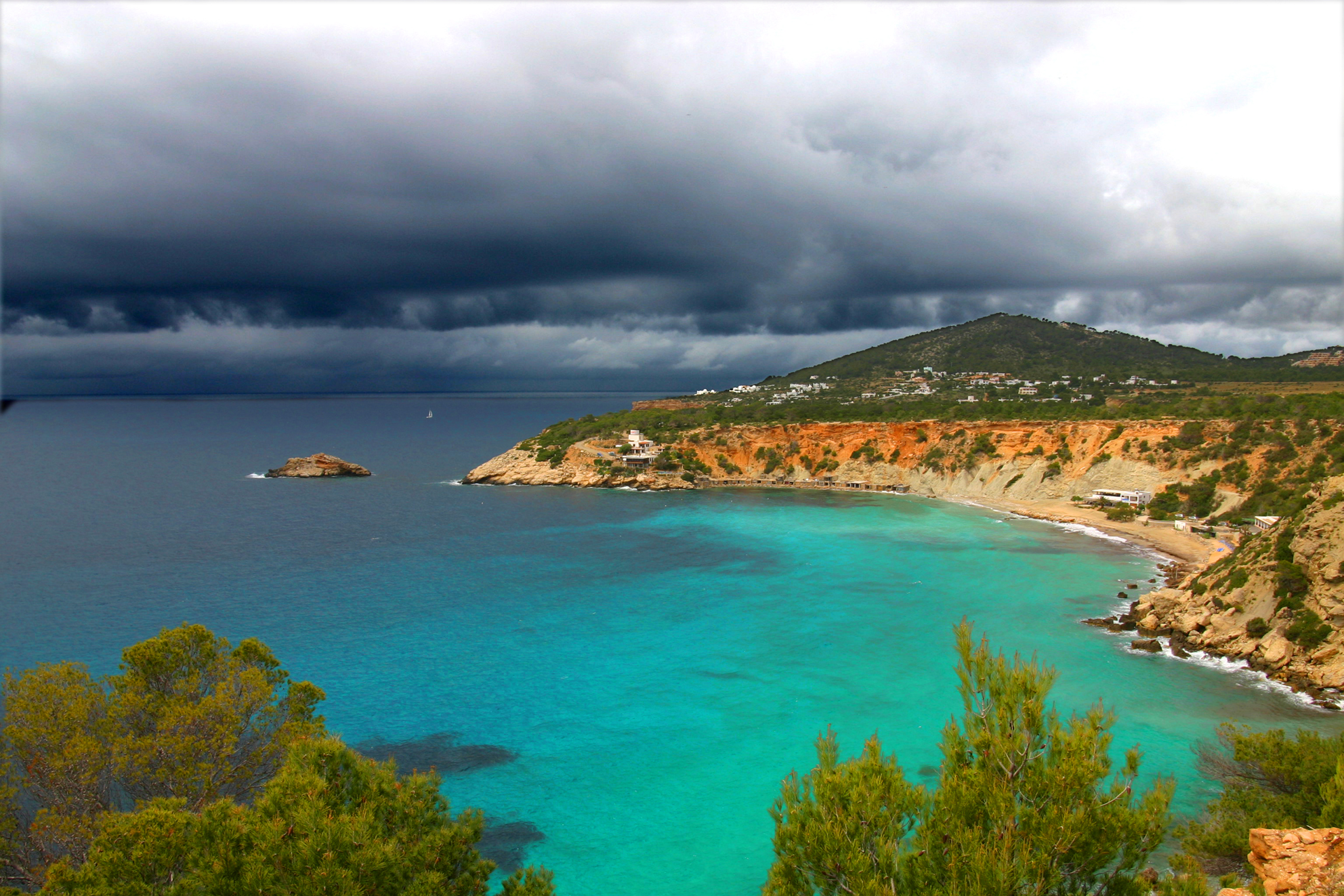
イビサ島のビーチ
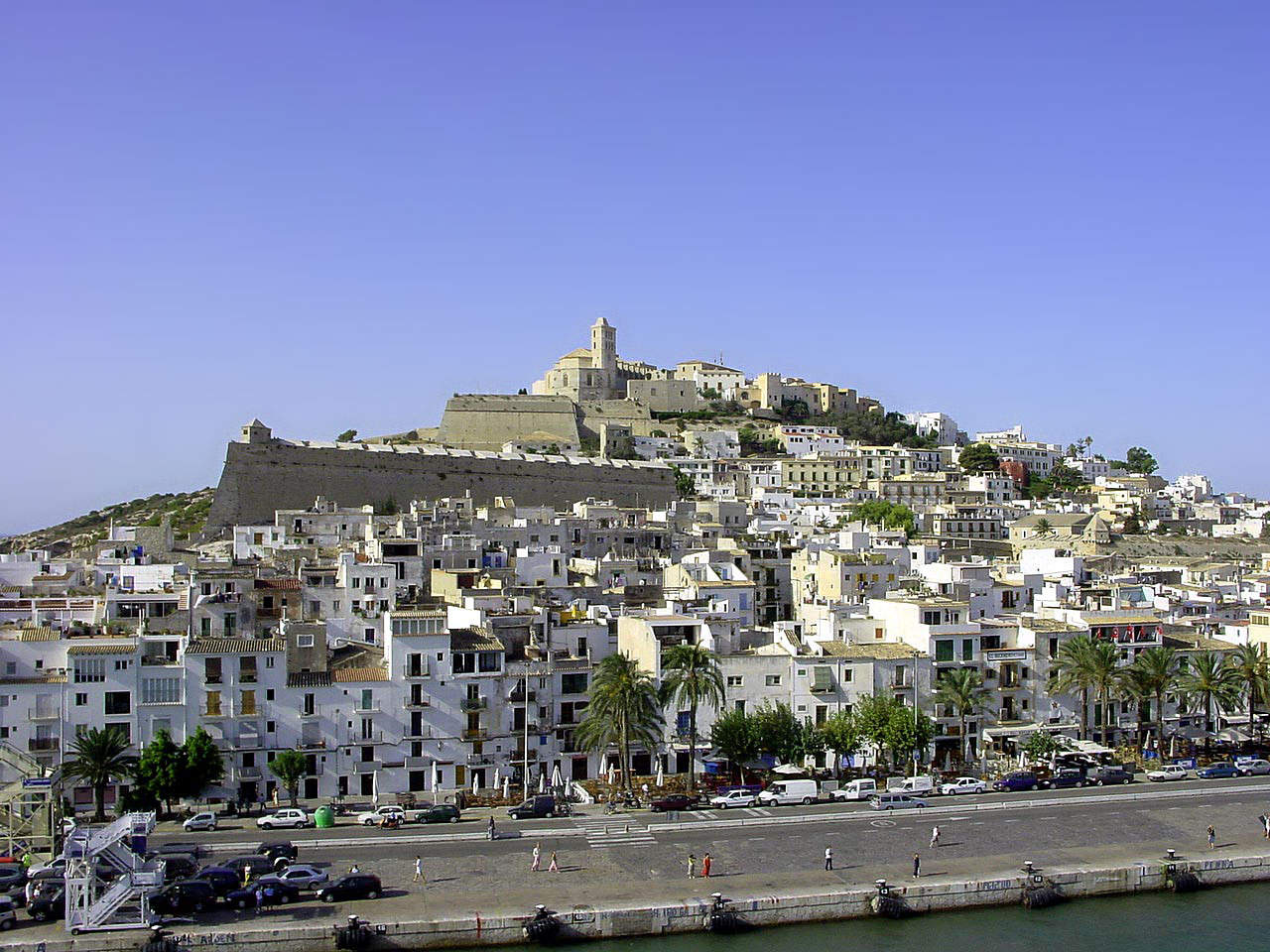
ピティウザス諸島の主都であるエイビッサ
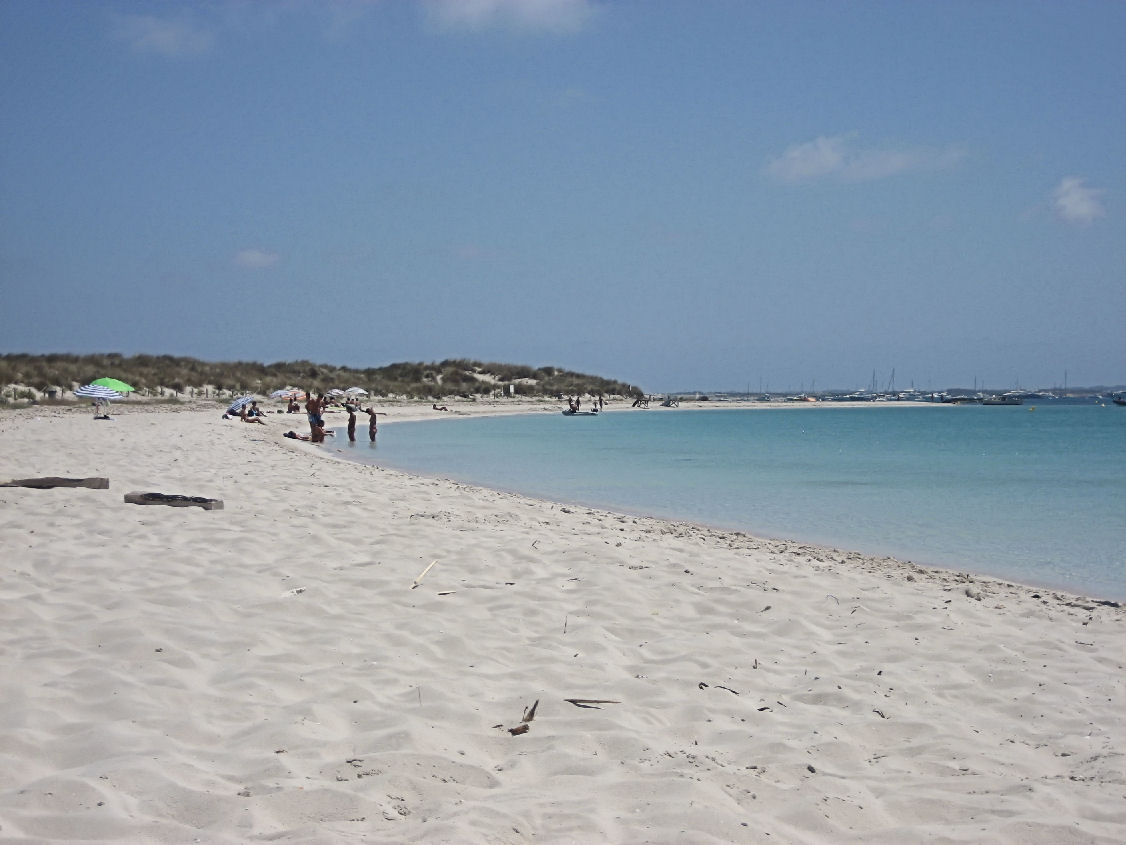
フォルメンテーラ島のビーチ

## 旗・紋章

イビサ島の旗
フォルメンテーラ島の旗
イビサ島議会の紋章
サント・アントニ・デ・ポルトマニーの紋章
サント・ジョアン・デ・ラブリトハの紋章
サンタ・エウラリア・デス・リウの紋章
エイビッサの紋章